# Grammy Award for Best Hawaiian Music Album
Der Grammy Award for Best Hawaiian Music Album, auf Deutsch „Grammy-Auszeichnung für das beste hawaiische Musikalbum“, ist ein Musikpreis, der von 2005 bis 2011 von der amerikanischen Recording Academy im Bereich Hawaiimusik verliehen wurde.

## Geschichte und Hintergrund
Die seit 1959 verliehenen Grammy Awards werden jährlich in zahlreichen Kategorien von der Recording Academy in den Vereinigten Staaten vergeben, um künstlerische Leistung, technische Kompetenz und hervorragende Gesamtleistung ohne Rücksicht auf die Album-Verkäufe oder Chart-Position zu würdigen.
Eine dieser Kategorien war der Grammy Award for Best Hawaiian Music Album. Der Preis wurde von 2005 bis 2011 vergeben.
Jahrzehntelang, bevor die Kategorie Grammy Award for Best Hawaiian Music Album verliehen wurde, hatten Liebhaber der Hawaiimusik Probleme damit, dass hawaiische Musikaufnahmen nur in der Kategorie Grammy Award for Best World Music Album berücksichtigt wurden. Zu den Befürwortern einer eigenen Kategorie gehörten Musiker, Plattenfirmen, Regierungsbeamte und das Pacific Northwest Chapter der Recording Academy in Seattle. Kein hawaiischer Musiker und keine Band hatte vor der Gründung der Kategorie Grammy Award for Best Hawaiian Music Album einen Grammy erhalten. Ein Hindernis für die Einrichtung der Kategorie war die Definition der Hawaiimusik und die Festlegung der Teilnahmebedingungen in Bezug auf Musikstil und Sprache. Es gab Konflikte zwischen traditioneller und westlich geprägter Musik aus Hawaii, die hauptsächlich die Verwendung der Slack-Key-Gitarre betrafen, eines Instruments, das auf Hawaii erfunden, aber auf dem amerikanischen Festland kommerzialisiert worden war. Laut dem Vertreter der Recording Academy, Bill Freimuth, wurde die Kategorie „für traditionellere Aufnahmen“ konzipiert. Die Verwendung der hawaiischen Sprache auf mehr als der Hälfte der Aufnahmen sprach für die Berücksichtigung traditioneller Musik, aber auch Instrumentalalben (wie das bei den Grammy Awards 2005 ausgezeichnete Kompilations-Album) wurden berücksichtigt.
In der siebenjährigen Geschichte der Grammy-Kategorie wurden Charles M. Brotman für Slack Key Guitar: Volume 2, die Produzenten Daniel Ho, Paul Konwiser und Wayne Wong für Masters of Hawaiian Slack Key Guitar: Volume One, dasselbe Produktionsteam und George Kahumoku Jr. für Legends of Hawaiian Slack Key Guitar: Live aus Maui im Jahr 2007, gefolgt von Treasures of Hawaiian Slack Key Guitar im Jahr 2008 und Masters of Hawaiian Slack Key Guitar: Band 2 im Jahr 2010, Tia Carrere und Daniel Ho für Ikena und Carrere für Huana Ke Aloha im Jahr 2011 ausgezeichnet. Teilnahmeberechtigte Alben mussten die hawaiische Sprache auf „mehr als der Hälfte der Musiktitel“ aufweisen, aber auch Instrumentalalben wurden akzeptiert. Neben den darstellenden Künstlern wurden auch die Toningenieure und / oder Produzenten ausgezeichnet.
Daniel Ho hält den Rekord für die meisten Siege, mit fünf Siegen. Zu den vier Preisträgern zählen Paul Konwiser und Wayne Wong als Produzenten. George Kahumoku Jr. erhielt drei Auszeichnungen als Produzent und Tia Carrere zwei als darstellende Künstlerin. Ho hält auch den Rekord für die meisten Nominierungen, mit sieben Nominierungen. Amy Hānaialiʻi Gilliom hält mit fünf den Rekord für die meisten Nominierungen ohne Sieg. Sechs der sieben mit einem Grammy ausgezeichneten Alben wurden vom Plattenlabel Daniel Ho Creations veröffentlicht.
Im Jahr 2011 wurde die Kategorie Grammy Award for Best Hawaiian Music Album zusammen mit dreißig anderen Kategorien aufgrund einer umfassenden Überarbeitung der Grammy-Kategorien durch die Recording Academy gestrichen. Vier weitere Kategorien im Bereich der American Roots Music wurden nicht weitergeführt (Grammy Award for Best Contemporary Folk Album, Grammy Award for Best Zydeco or Cajun Music Album, Grammy Award for Best Native American Music Album und Grammy Award for Best Traditional Folk Album).
Hawaiische Musikwerke werden seit den Grammy Awards 2012 in der Kategorie Grammy Award for Best Regional Roots Music Album berücksichtigt. Kalani Pe'a ist der einzige hawaiische Musikkünstler, der in der neuen Kategorie bisher gewonnen hat. Pe'a erhielt seinen ersten Grammy Award im Jahr 2017 und seinen zweiten im Jahr 2019.

## Gewinner und Nominierte
| Jahr | Gewinner                                                                   | Nationalität       | Album                                               | Nominierte | Bild des/der Gewinner(s)                                                             |
| ---- | -------------------------------------------------------------------------- | ------------------ | --------------------------------------------------- | --- | ------------------------------------------------------------------------------------ |
| 2005 | Charles M. Brotman (Produzent)                                             | Vereinigte Staaten | Slack Key Guitar: Volume 2                          | - The Brothers Cazimero – Some Call It Aloha... Don't Tell - Ho’okena – Cool Elevation, - Amy Hānaialiʻi Gilliom und Willie K (Arrangeur und Multiinstrumentalist) – Amy & Willie Live - Keali’i Reichel – Ke’alaokamaile                                                                       |                                                                                      |
| 2006 | Daniel Ho, Paul Konwiser und Wayne Wong                                    | Vereinigte Staaten | Masters of Hawaiian Slack Key Guitar: Volume One    | - Kapono Beamer – Slack Key Dreams of the Ponomoe - Raiatea Helm – Sweet & Lovely - Ledward Kaapana – Kiho’alu: Hawaiian Slack Key Guitar - Sonny Lim – Slack Key Guitar: The Artistry of Sonny Lim                                                                                             |                                                                                      |
| 2007 | Daniel Ho, George Kahumoku Jr., Paul Konwiser und Wayne Wong (Produzenten) | Vereinigte Staaten | Legends of Hawaiian Slack Key Guitar: Live aus Maui | - Amy Hānaiali’i Gilliom – Generation Hawai’i - Ledward Kaapana – Grandmaster Slack Key Guitar - Henry Kapono – The Wild Hawaiian - Chris Lau und Milton Lau (Produzenten) – Hawaiian Slack Key Kings                                                                                           |                                                                                      |
| 2008 | Daniel Ho, George Kahumoku Jr., Paul Konwiser und Wayne Wong (Produzenten) | Vereinigte Staaten | Treasures of Hawaiian Slack Key Guitar              | - Keola Beamer – Ka Hikina O Ka Hau (The Coming of the Snow) - Tia Carrere – Hawaiiana - Raiatea Helm – Hawaiian Blossom - Cyril Pahinui – He‘eia |                                                                                      |
| 2009 | Tia Carrere und Daniel Ho                                                  | Vereinigte Staaten | Ikena                                               | - Amy Hanaiali'i – Aumakua - Led Kaapana und Mike Kaawa – Forces of Nature - Chris Lau und Milton Lau (Produzenten) – Hawaiian Slack Key Kings Masters Series: Volume II - Daniel Ho, George Kahumoku Jr., Paul Konwiser und Wayne Wong (Produzenten) – The Spirit of Hawaiian Slack Key Guitar | A woman with long brown hair wearing black and standing in front of a white backdrop |
| 2010 | Daniel Ho, George Kahumoku Jr., Paul Konwiser und Wayne Wong (Produzenten) | Vereinigte Staaten | Masters of Hawaiian Slack Key Guitar: Volume 2      | - Tia Carrere und Daniel Ho – He Nani - Amy Hanaiali'i – Friends & Family of Hawai'i - Ho'okena – Nani Mau Loa: Everlasting Beauty |                                                                                      |
| 2011 | Tia Carrere                                                                | Vereinigte Staaten | Huana Ke Aloha                                      | - Amy Hanaiali'i und Slack Key Masters of Hawaii – Amy Hanaiali'i and Slack Key Masters of Hawaii - Daniel Ho – Polani - Ledward Kaapana – The Legend - Jeff Peterson – Maui on My Mind: Hawaiian Slack Key Guitar                                                                              | A woman with long brown hair wearing black and standing in front of a white backdrop |